# Battlefleet Gothic
Battlefleet Gothic — настольная игра, действия которой разворачиваются в вымышленной вселенной Warhammer 40,000. Распространяется дочерней компанией Games Workshop Specialist Games. Battlefleet Gothic — игра о сражениях космических кораблей во время вторжения Абаддона Разорителя в Готический сектор, а также последующей кампании Имперского флота с целью восстановить порядок, известной как Готическая война.

## Механизм игры
Передвижение имеет несколько тонкостей. Хотя некоторые корабли (например, суда эльдар) могут повернуть на месте, другие должны хорошо спланировать продвижение для выполнения поворота, при необходимости заранее сбавив скорость. Космос может помочь кораблям в манёврах, например планеты и луны имеют гравитационные колодцы, дающие больше поворотной силы. Концентрация на перемещении флота привносит в игру интересные стратегические решения; победа достаются тому, кто может переиграть оппонента манёврами — заходить в тыл вражеских судов, где нет вооружения, способного нанести серьёзные повреждения.
Помимо орудийных батарей в игре существует так называемый «орднэнс» (англ. ordnance), собирательный военный термин, который в контексте Battlefleet Gothic включает в себя торпеды, истребители, бомбардировщики, десантные модули. Орднэнс может показаться бесполезным для начинающих, но более опытные игроки никогда не станут игнорировать его.